# Сеид-Джамаледдин-хан
Сеид-Джамаледдин-хан или Гара-хан (род. в деревне Хархатан, Талышское ханство — 1786, Ленкорань, Талышское ханство) — второй хан Талышского ханства.

## До прихода к власти
Отец Сеид Джамаледдин-хана Сеид Аббас был потомком пророка Мухаммеда. Он переселился в талышский край из Персии. Он женился на Аху-ханум, дочери бека деревни Борадигяха Асад-бека. От этого брака родился Сеид Джамаледдин. Правитель Ирана Надир-шах в 1732 году получив обратно Талыш от Российской империи по Рештскому договору, уже в 1736 г. обвинил в прорусской ориентации местного талышского правителя Муса-хана. Последний отказался от власти и удалился из Ленкорани, а в 1736 г. Надир-шах признал владетелем Талыша Сеид Аббаса, представителя боковой ветви свергнутых им Сефевидов. По фирману Надир-шаха он был объявлен ханом Талыша и беглярбеком (наместник) этой иранской области. Именно с этого времени, 1736 г., как принято в историографии вопроса, начинается история отдельного Талышского ханства. Сеид Аббас в знак верности своему могущественному сюзерену отправил на службу ко двору шаха своего сына Сеид Джамаледдина после Муганского собрания в 1736 году.
По одной версии Сеид Джамаледдин получил своё прозвище Кара-хан/Сийоли-хан («чёрный») от Надир-шаха за смуглый цвет лица. По другой версии прозвище «Кара-хан» было дано Сеиду Джамаледдину из-за его обязанности управлять большой территорией. «Кара-хан» означает великий хан. Согласно некоторым описаниям, его также именовали Мирза-бек. Сеид Джамаладдин получил звание хана от Надир-шаха за храбрость во время его визита в Дагестан и стал известен как Гара-хан.

## Период правления
После смерти отца Гара-хан Сеид Аббаса в 1747 г., он был провозглашен вторым талышским ханом по праву наследования, поскольку Талыш по фирману Надир-шаха от 1736 г. был наследственно закреплен за его родом. Вскоре в результате заговора, в том же 1747 г., был убит всесильный Надир-шах. В Закавказье это событие было воспринято как сигнал к отделению от Ирана и провозглашению независимости. Отдельные регионы стали вести самостоятельную политику. Одним из которых стало Талышское ханство. Гара-хан укрепил границы и создал постоянную армию. Чтобы усилить центральное правительство, он добавил земли неудовлетворённых феодалов в земли ханов. После смерти Надир-шаха перенес столицу ханства из Астары в Ленкорань. Это был явно демонстративный шаг, вызванный не столько экономическими или политическими причинами, сколько желанием подчеркнуть свою независимость. Дальнейшее усиление и оформление суверенитета в Талыше связано с именем Гара-хан и его сына Мир-Мустафа-хана (1786—1814 гг.). В этот период Ленкорань стал важным портовым городом на берегу Каспийского моря. Построены крепостные стены города, ханский дворец, мечеть, баню, рынок и караван-сарай. В городе было два рынка: верхний (центральный) и нижний.
Во время правления Гара-хана отношения между Керим-хан Зендом ухудшились. Русские консулы в Энзели (в 1765 г. — И. Игумнов, а в 1767 г. — И. Шубинин) докладывали в Санкт-Петербург о желании Талышского Гара-хана принять российское покровительство. Не сумев угрозами запугать Гара-хана союзник Керим хана, хан Гиляна Гидаят-хан напал на Талышское ханство в 1768 году и победил войска Гара-хана. Джамаледдин-хан вынужден был платить налоги Хидаят-хану. Гара-хана отправил своего брата Кербалаи Султана в сарай Фатали-хана Кубинского, чтобы получить помощь против Гиляна. В 1785 году Талышское ханство присоединилось к землям Фатали-хана. В 1786 году Гара-хана умер. После его смерти сын Мир Мустафа-хан становится следующим правителем Талышского ханства.